# Nikołaj Gay
Nikołaj Nikołajewicz Gay, także Gie lub Ge (ros. Николай Николаевич Ге; ur. 15 lutego?/27 lutego 1831, zm. 1 czerwca?/13 czerwca 1894) – rosyjski malarz historyczny i religijny, portrecista.
Urodził się w Woroneżu, w rodzinie pochodzenia francuskiego. W 1857 ukończył Cesarską Akademię Sztuk w Sankt Petersburgu.
Był członkiem stowarzyszenia Pieriedwiżników.

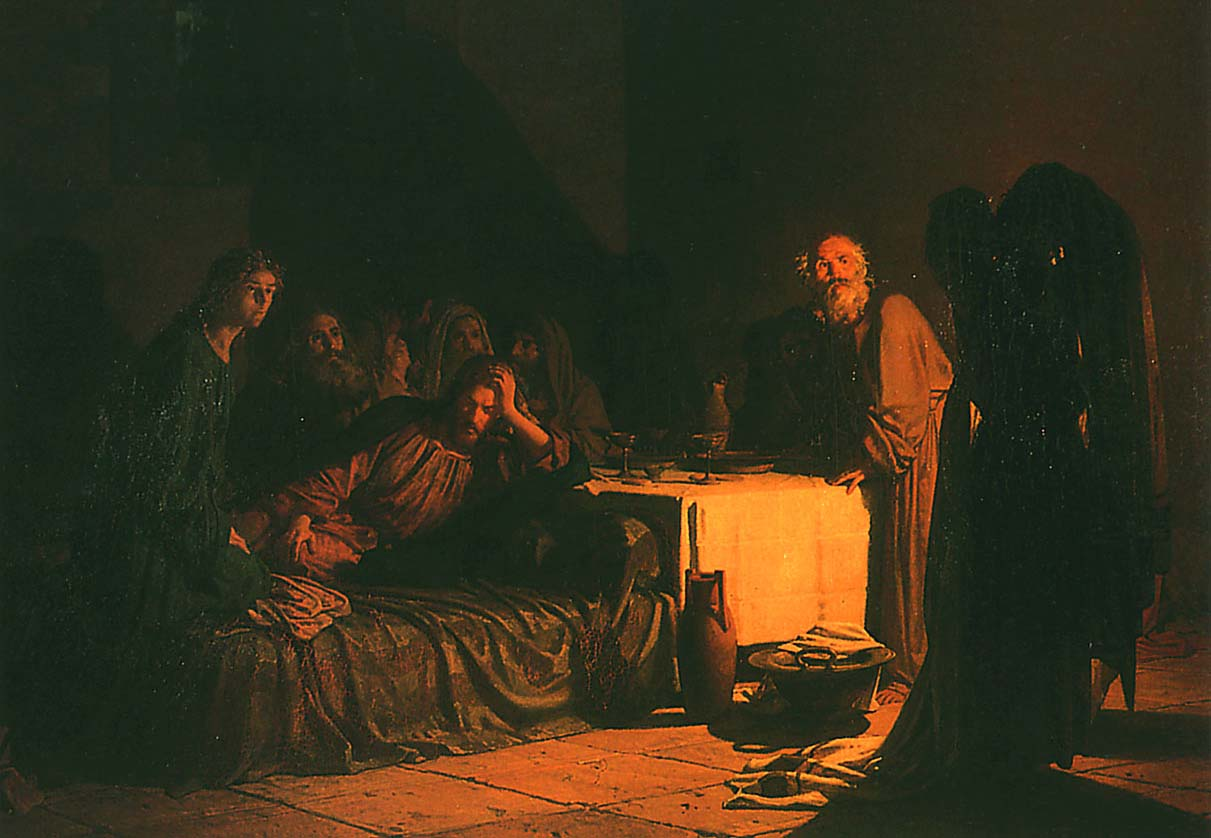
Ostatnia Wieczerza, 1863
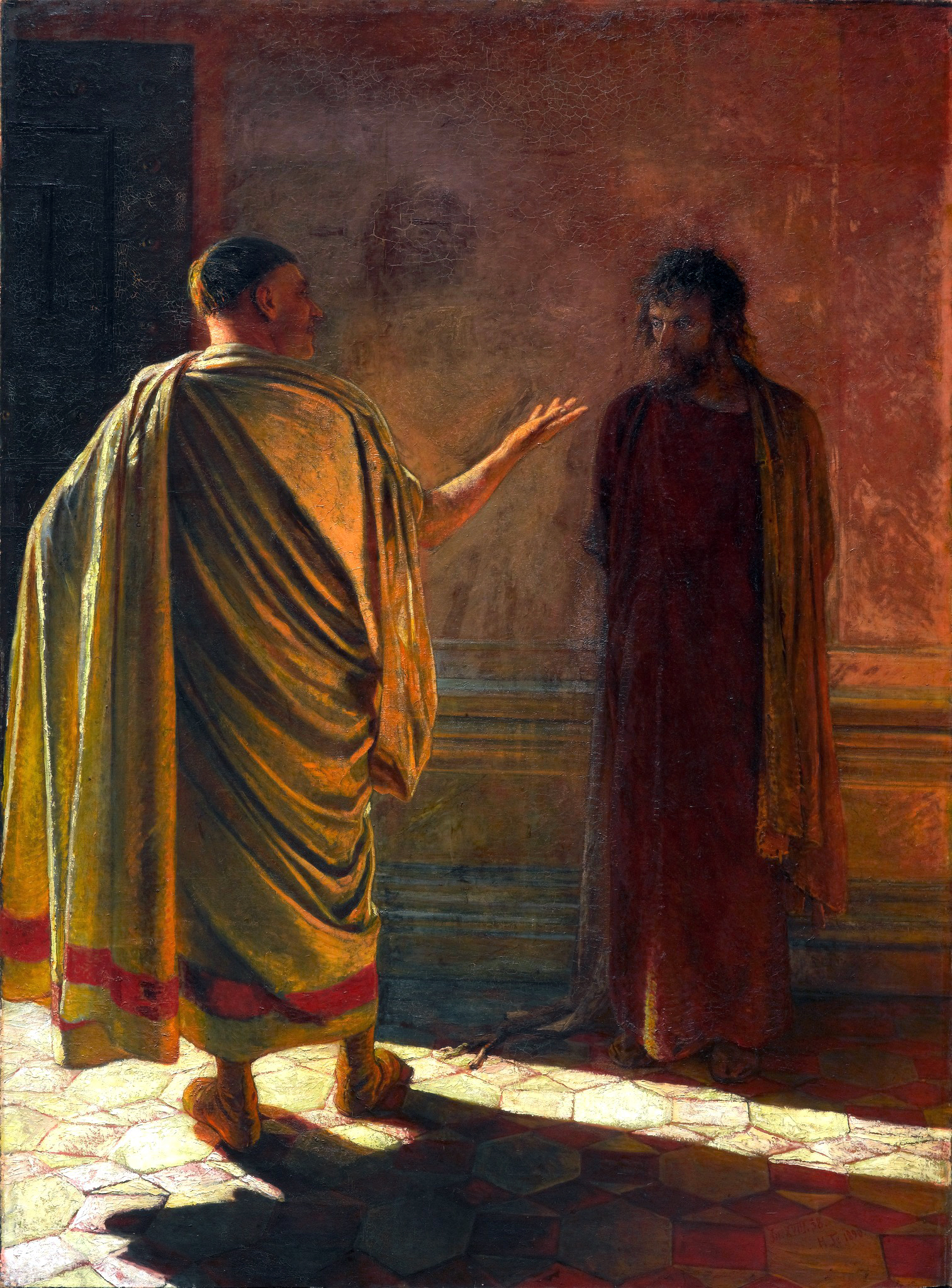
„Cóż to jest prawda?” Chrystus przed Piłatem
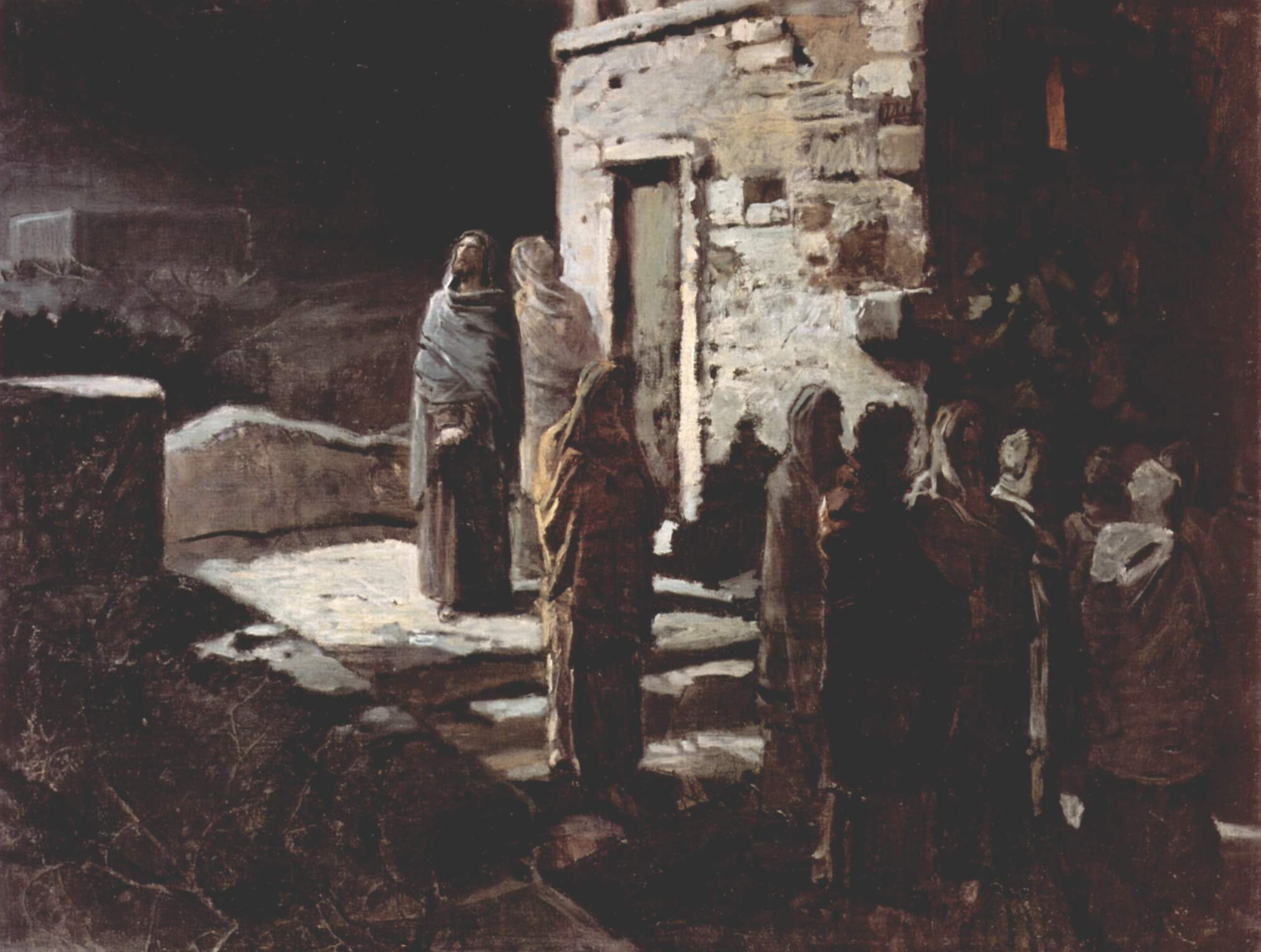
Chrystus w ogrodzie Getsemani, 1888
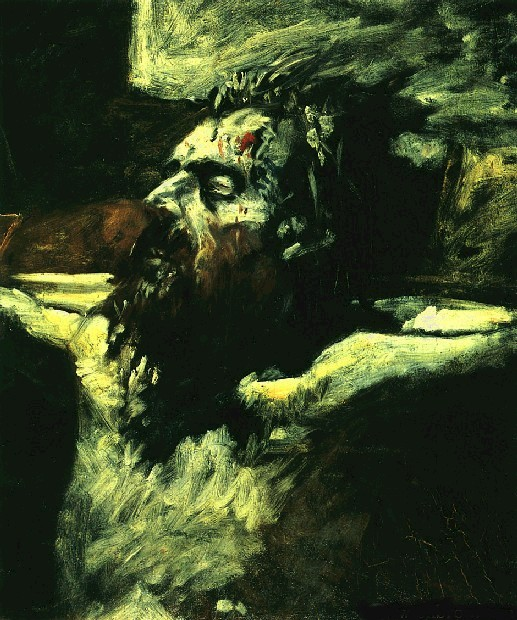
Ukrzyżowanie, 1893
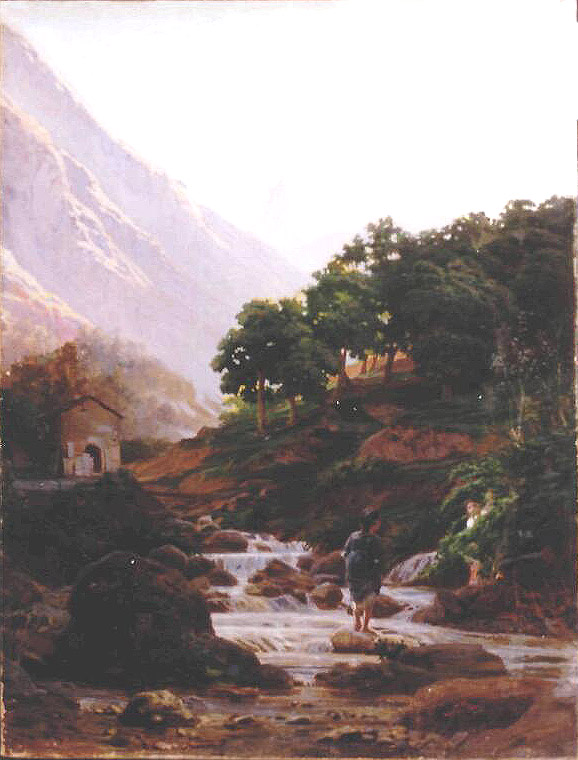
Carrara
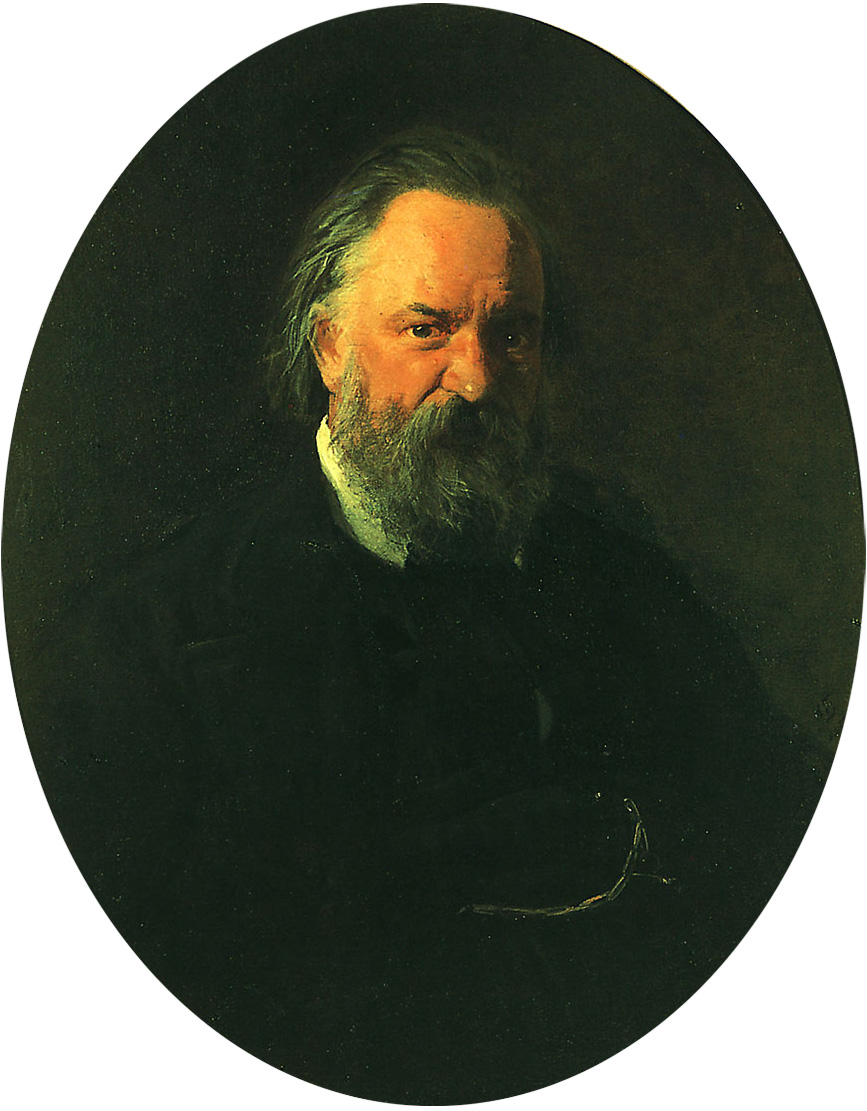
Aleksandr Hercen, 1864
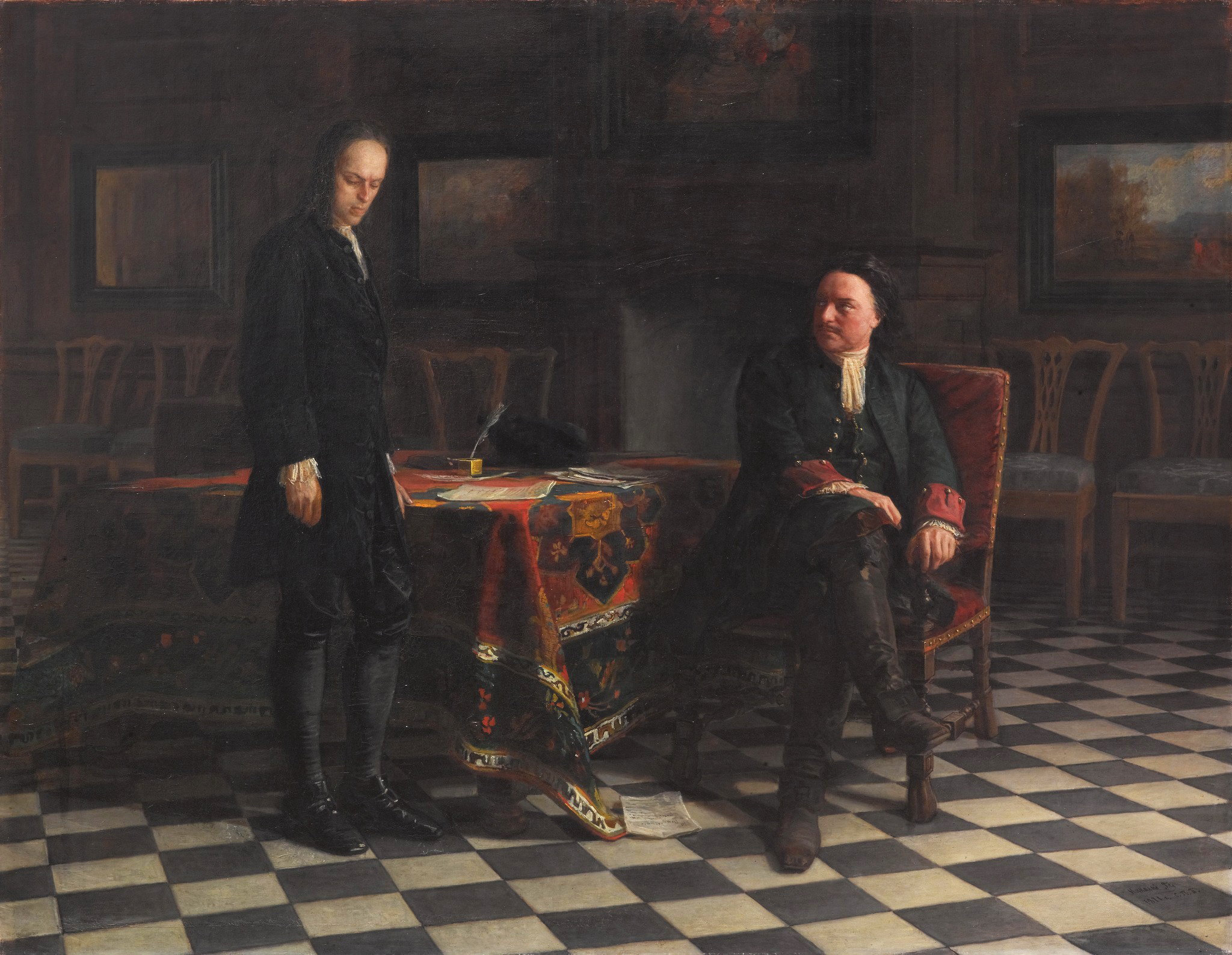
Piotr Wielki przesłuchuje carewicza Aleksego w Peterhofie, 1871
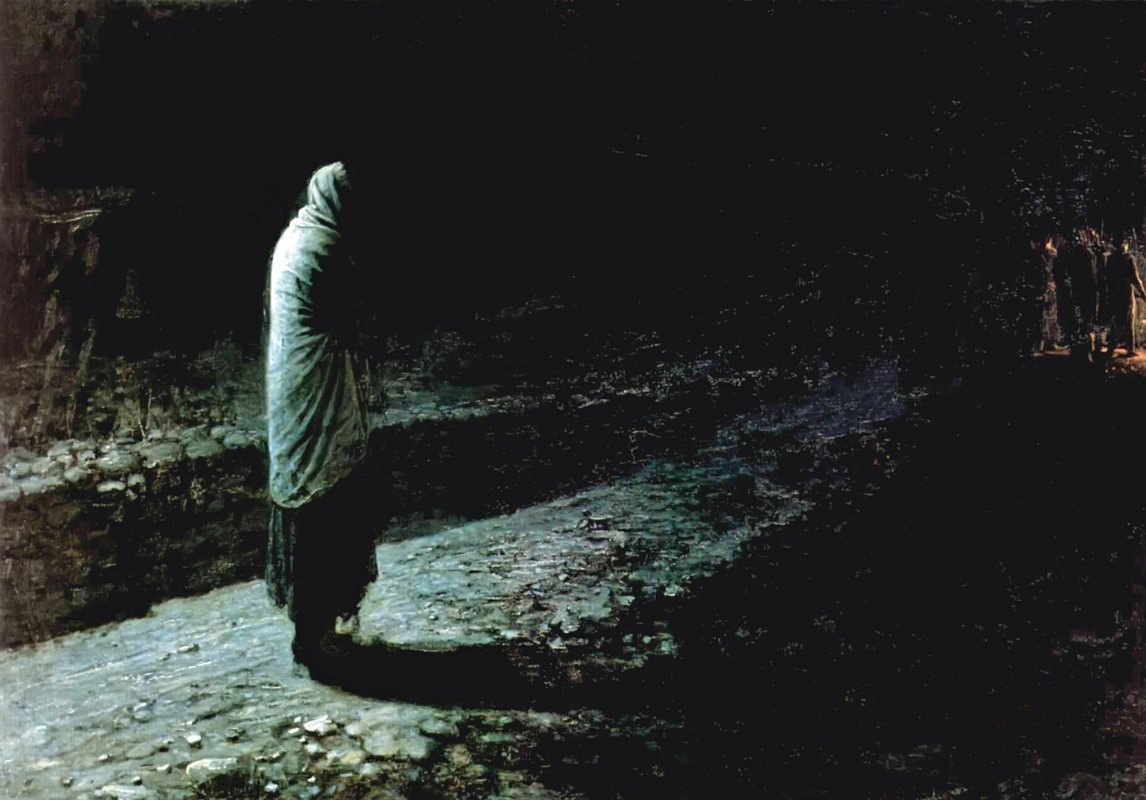
Judasz
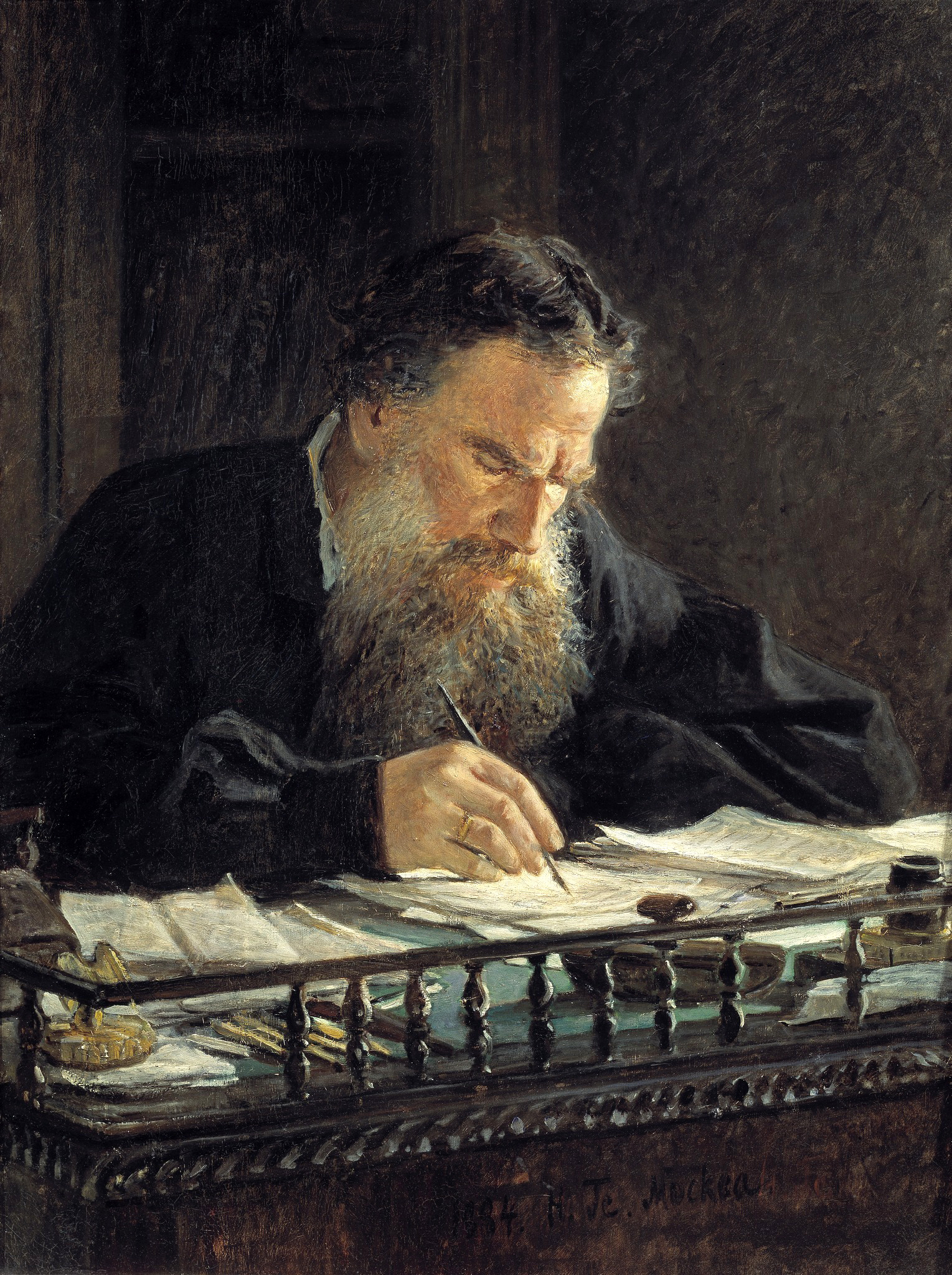
Lew Tołstoj, 1882
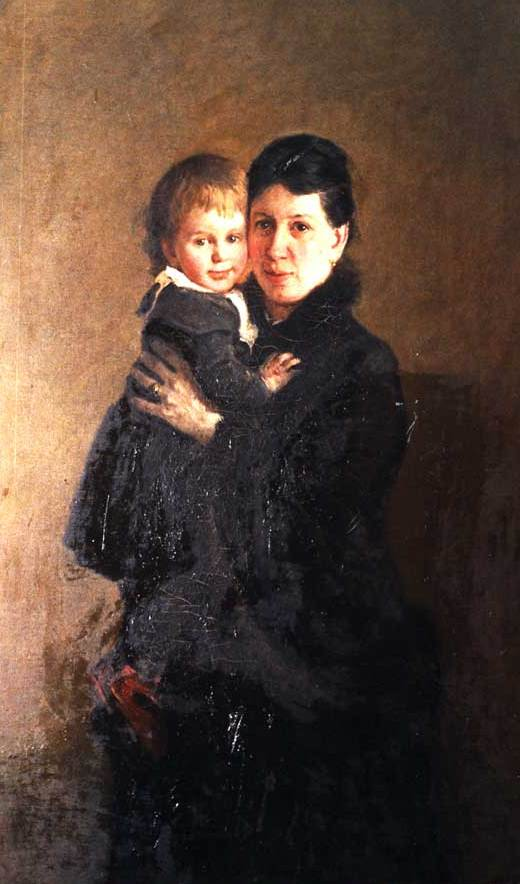
Zofia Tołstojowa
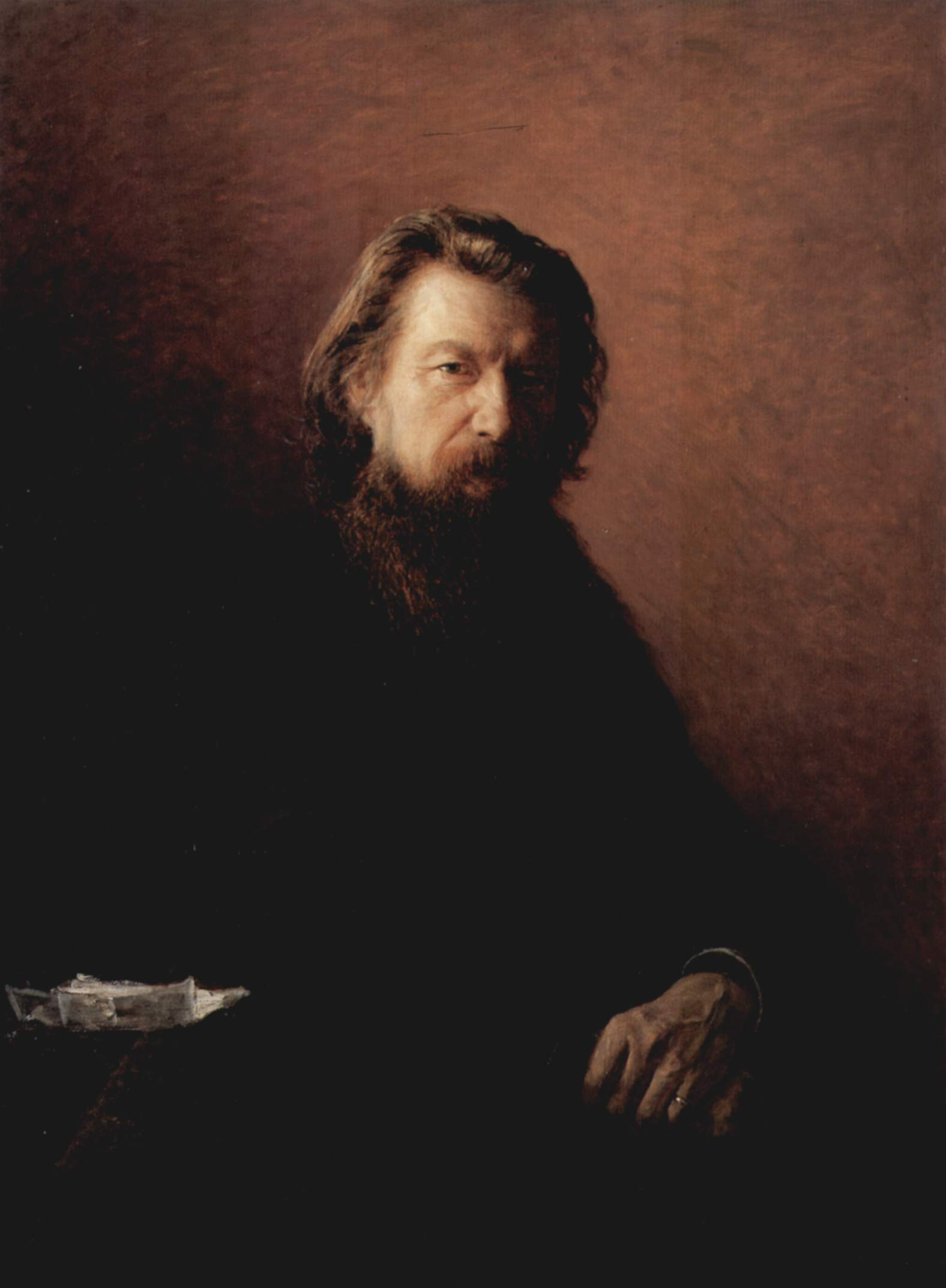
Portret Aleksieja Potiechina
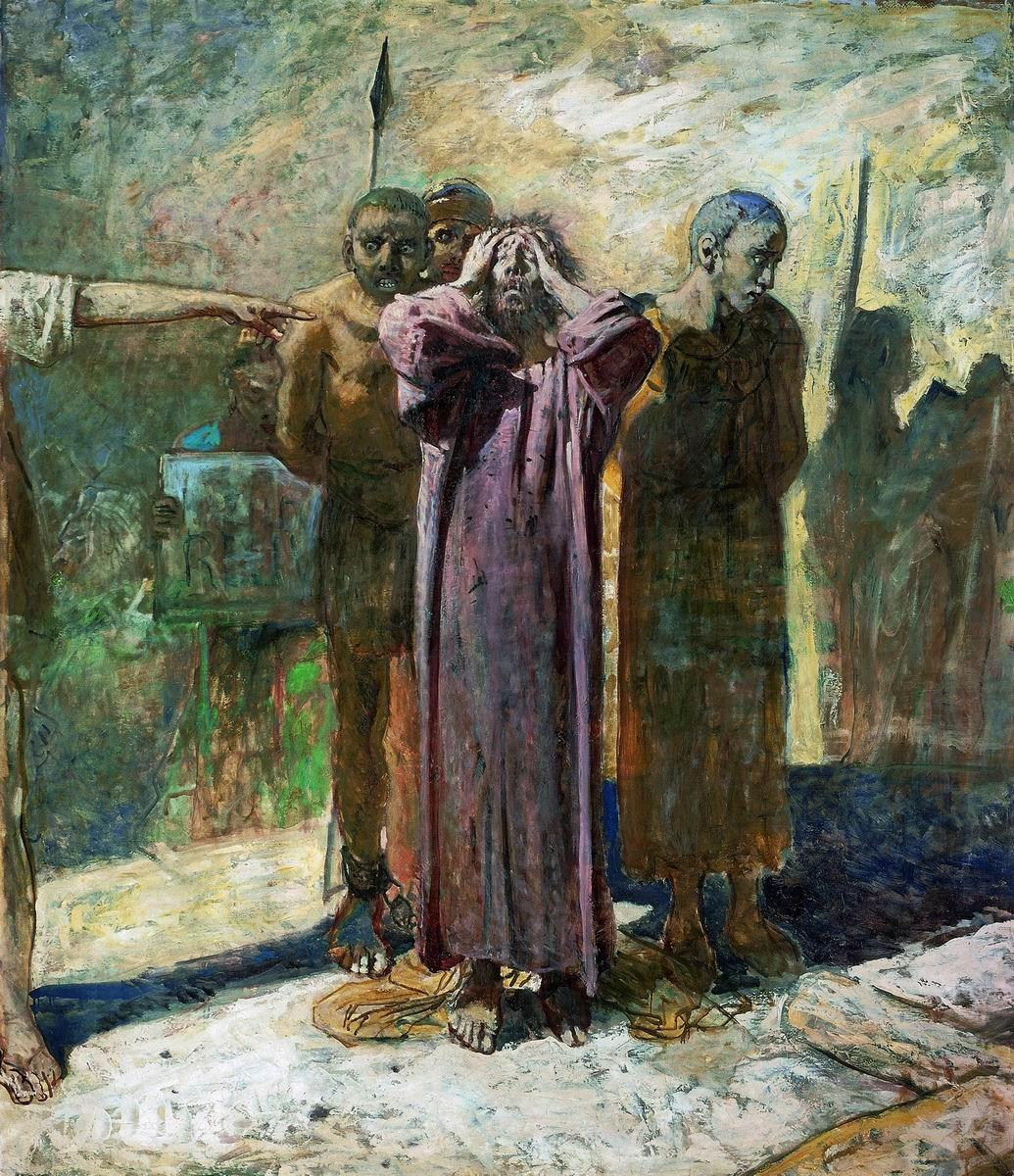
Golgota
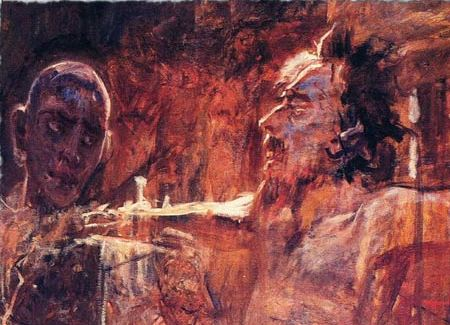
Jezus i złodziej